# Kumów Majoracki (osada leśna)
Kumów Majoracki – osada leśna w Polsce położona w województwie lubelskim, w powiecie chełmskim, w gminie Leśniowice.
W latach 1975–1998 miejscowość należała administracyjnie do województwa chełmskiego.